# John Blankenstein Foundation
De John Blankenstein Foundation (JBF) is een Nederlandse stichting die zich ten doel stelt om de sociale acceptatie van homo's en lesbiennes in de top- en breedtesport te bevorderen. Specifiek richt de John Blankenstein Foundation zich onder meer op het verbeteren van zichtbaarheid en beeldvorming van homoseksuele sporters en door het bevorderen van best practices in bonds-, club- en ongeorganiseerde sportverbanden.
De John Blankenstein Foundation werd opgericht op 18 december 2008 en is vernoemd naar de Nederlandse voetbalscheidsrechter en activist voor homorechten John Blankenstein. Het initiatief tot de oprichting van het stichting kwam van Blankensteins zus Karin Nederpelt-Blankenstein.
De JBF publiceerde mede het boek Gelijkspel, portretten van homo topsporters. De organisatie nam deel aan de boot "Winnen met respect" tijdens de Canal Parade in 2009 en financierde mede een onderzoek naar drempels in de mannelijke teamsporten. 
Sinds 2008 werkt de JBF samen met zes sport- en homo-organisaties in de  Alliantie Gelijkspelen. ASV De Dijk is de eerste voetbalvereniging in Nederland die een samenwerking is aangegaan met de JBF.